# مغارة الميلاد

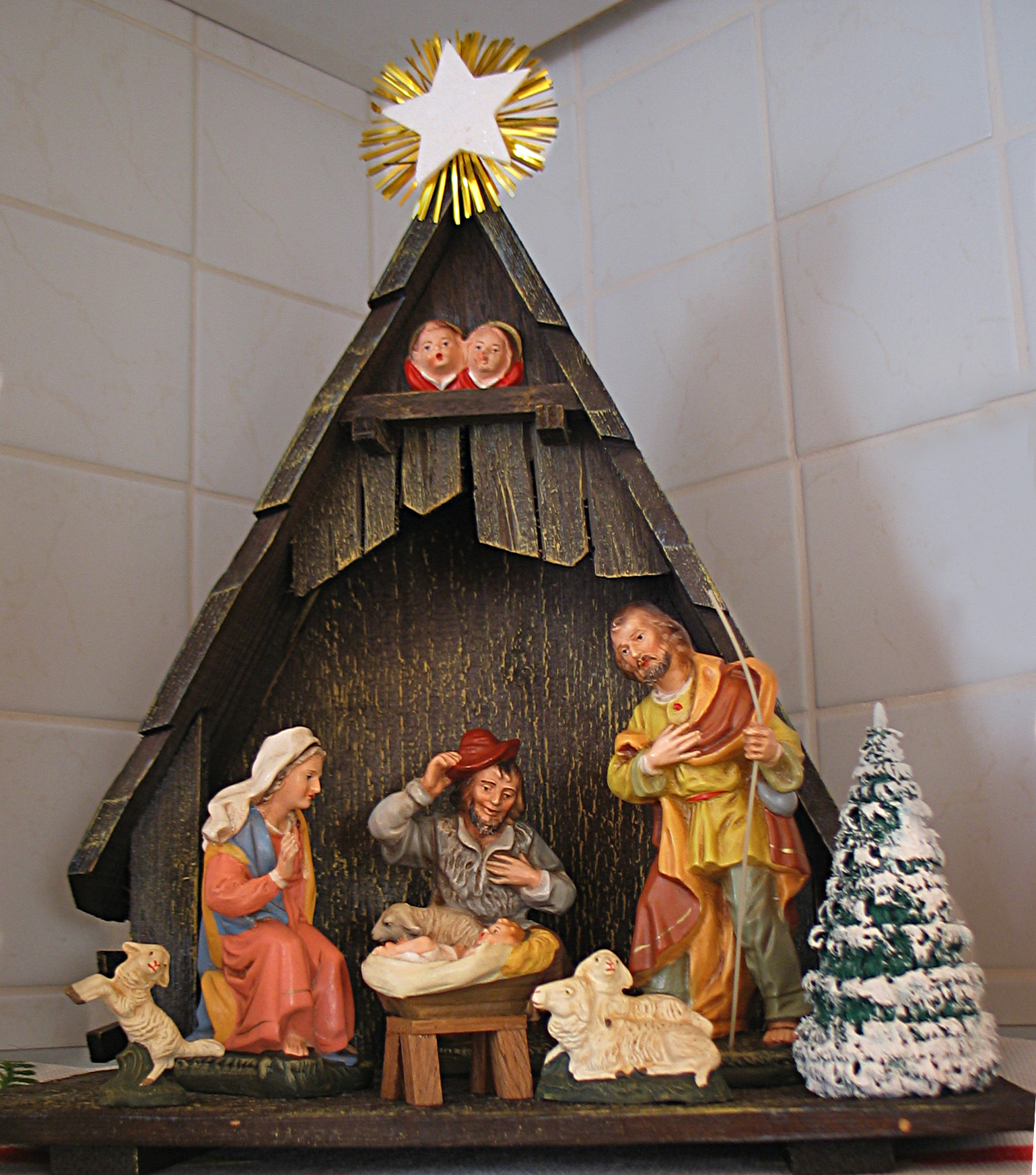
مغارة الميلاد

مغارة الميلاد أو المِذوديَّة (بالإيطاليّة: presepio) هو تمثيل خاص، لا سيما خلال موسم عيد الميلاد، من التحف الفنية التي تمثل مكان وقصة ميلاد يسوع. ودرجت العادة عند المسيحيين ان يبنوا بمناسبة عيد ميلاد السيد المسيح مغارة في البيوت والكنائس والمدارس والمستشفيات ومراكز التسوق خلال موسم عيد الميلاد.
يعتبر تقليد المغارة أقدم من شجرة عيد الميلاد تاريخيًا، إذ كان تصوير مشاهد ولادة يسوع منتشرًا في روما خلال القرن العاشر، وكان القديس فرنسيس الأسيزي قد قام عام 1223 بتشييد مغارة حيّة، أي وضع رجلاً وامرأة لتمثيل مريم ويوسف وطفلاً لتمثيل يسوع مع بقرة وحمار المستمدين من نبؤة أشعياء حول المسيح، وانتشرت بعد مغارة القديس فرنسيس هذا التقليد في أوروبا ومنه إلى مختلف أنحاء العالم، وهي تمثل حدث الميلاد. ولاحقًا تم إضافة في تقليد المغارة المجوس الثلاثة والرعاة.

## وصلات خارجية
- A selected English bibliography – 2013 of the Friends of The Creche. Also links to bibliographies in other languages
- The Mermaid in Mexican Folk Creches. An article portraying how pagan elements have become part of this Christian art form.
- links to national associations نسخة محفوظة 10 مايو 2023 على موقع واي باك مشين. Universalis Foederatio Praesepistica The International Association of Friends of The Creche
- Discover the Christmas Cribs and Santons of Provence on Notreprovence.fr (english)